# Mathieu Raynal
Pour les articles homonymes, voir Raynal.
Mathieu Raynal , né le 9 août 1981 à Perpignan, est un arbitre international français de rugby à XV. Il est élu meilleur arbitre de top 14 en 2022 lors de la nuit du rugby.

## Biographie

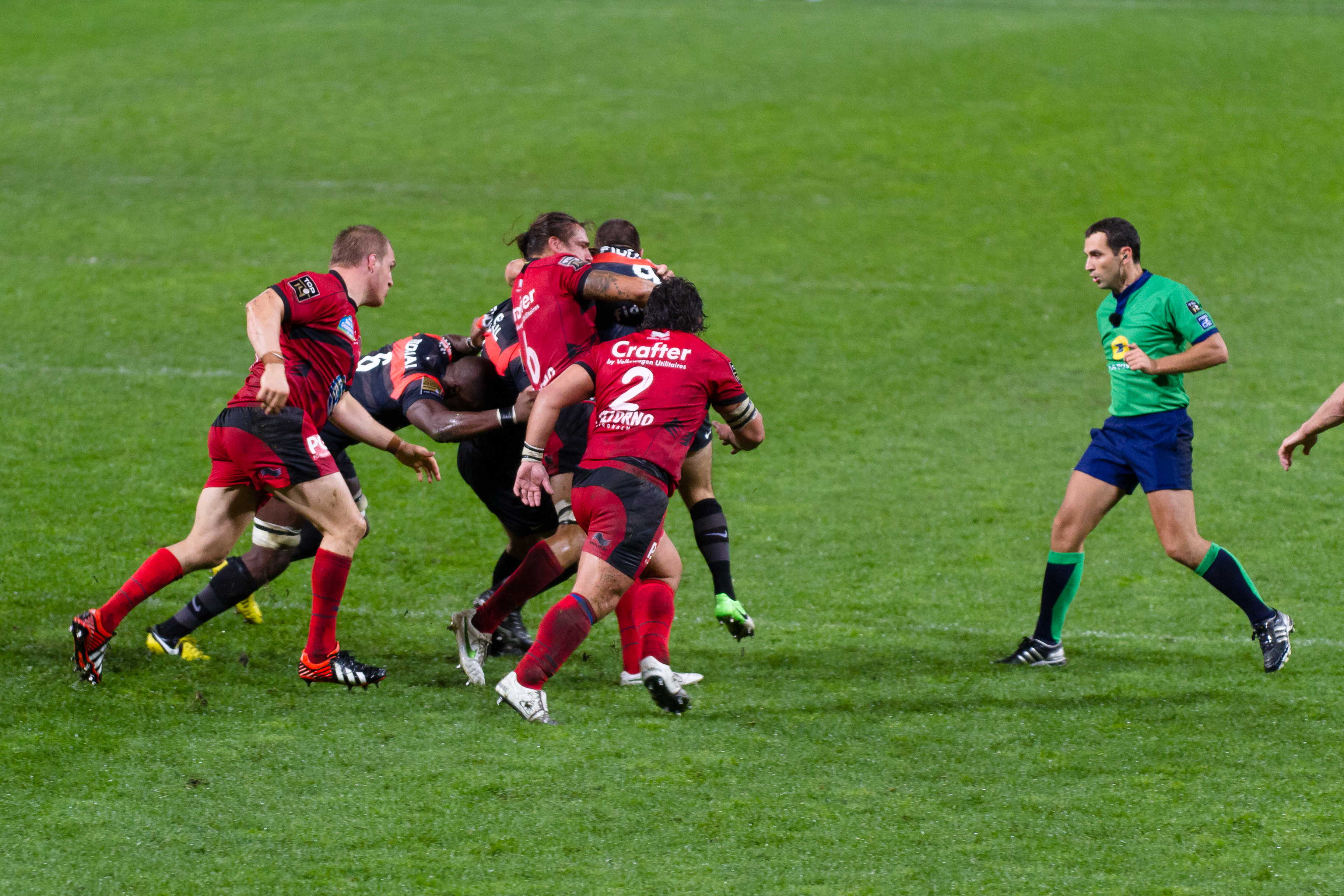
Mathieu Raynal en septembre 2012 arbitre Stade toulousain - RC Toulon au Stadium de Toulouse.

Ancien junior de l'USA Perpignan, le catalan Mathieu Raynal embrasse à 20 ans une carrière d'arbitre. À partir d'août 2009, il arbitre en Top 14 lors du match entre le CA Brive et le Montpellier HR. Avant de devenir arbitre professionnel, Mathieu Raynal est professeur d'EPS. En août 2012, il devient arbitre professionnel et entre au panel de l'International Rugby Board. Le 8 mars 2013, il se blesse gravement et souffre d'une quadruple fracture du tibia-péroné, entorse à chaque cheville et d'une fracture de la clavicule droite lors du match entre le Montpellier HR et le Racing Métro 92. En 2014, il fait son retour sur les terrains pour des matchs Espoirs, puis de la Pro D2 et retrouve le Top 14 pour le match entre le Stade Toulousain et Montpellier.
Il est désigné pour arbitrer la finale du championnat 2015-2016, disputée au Camp Nou de Barcelone entre le Racing 92 et le Rugby club toulonnais.
En 2019, il est sélectionné pour arbitrer des matchs de la Coupe du monde au Japon.
Il arbitre une nouvelle finale lors du championnat 2020-2021 au Stade de France entre le Stade toulousain et le Stade rochelais.
En 2023, il est sélectionné pour arbitrer des matchs de la Coupe du monde en France, dont le quart de finale Angleterre-Fidji.
En mai 2024, il apporte son aide en tant que consultant externe lors des entraînements du Stade toulousain en amont de la finale de Champions Cup disputée contre le Leinster.
Il annonce en mars 2024 prendre sa retraite à la fin de la saison après dix-sept ans d'arbitrage depuis 2007. Son dernier match arbitré aura lieu lors de la tournée d'été.
En 2024, il prend alors la tête, en tandem avec Romain Poite, de la nouvelle cellule de haute performance de l'arbitrage mise en place par la Fédération française de rugby et la Ligue nationale de rugby.

## Distinctions personnelles
- Nuit du rugby 2013 : élu meilleur arbitre français du Top 14 saison 2012-2013.
- Nuit du rugby 2022 : élu meilleur arbitre français du Top 14 saison 2021-2022.
- Nuit du rugby 2023 : élu meilleur arbitre français du Top 14 saison 2022-2023.
- Nuit du rugby 2024 : élu meilleur arbitre français du Top 14 saison 2023-2024.